# Buniel
Buniel è un comune spagnolo di 529 abitanti situato nella comunità autonoma di Castiglia e León.